# Fennimore, Wisconsin
Fennimore là một thành phố thuộc quận Grant, tiểu bang Wisconsin, Hoa Kỳ. Năm 2000, dân số của thành phố này là 2387 người.